# Савиньё (Эн)
Савиньё (фр. Savigneux) — коммуна во Франции, находится в регионе Рона — Альпы. Департамент — Эн. Входит в состав кантона Сен-Тривье-сюр-Муаньян. Округ коммуны — Бурк-ан-Брес.
Код INSEE коммуны — 01398.

## География
Коммуна расположена приблизительно в 370 км к юго-востоку от Парижа, в 27 км севернее Лиона, в 37 км к юго-западу от Бурк-ан-Бреса.

## Климат
Климат полуконтинентальный с холодной зимой и тёплым летом. Дожди бывают нечасто, в основном летом.

## Население
Население коммуны на 2010 год составляло 1204 человека.
| 1962 | 1968 | 1975 | 1982 | 1990 | 1999 | 2010 |
| ---- | ---- | ---- | ---- | ---- | ---- | ---- |
| 452  | 455  | 449  | 621  | 792  | 876  | 1204 |

## Администрация
| Период | Период | Фамилия        | Партия | Примечания |
| ------ | ------ | -------------- | ------ | ---------- |
| 1950   | 1971   | Жан Шаньё      |        |            |
| 1971   | 1989   | Реймон Санлу   |        |            |
| 1989   | 2008   | Поль Шаньё     |        |            |
| 2008   | 2020   | Даниель Виньяр |        |            |

## Экономика
В 2010 году среди 788 человек трудоспособного возраста (15—64 лет) 632 были экономически активными, 156 — неактивными (показатель активности — 80,2 %, в 1999 году было 73,8 %). Из 632 активных жителей работали 600 человек (314 мужчин и 286 женщин), безработных было 32 (17 мужчин и 15 женщин). Среди 156 неактивных 61 человек были учениками или студентами, 65 — пенсионерами, 30 были неактивными по другим причинам.

## Достопримечательности
- Замок Жюи[фр.] (X век). Исторический памятник с 1984 года.[4]
- Церковь Св. Лаврентия (XII век).

## Фотогалерея

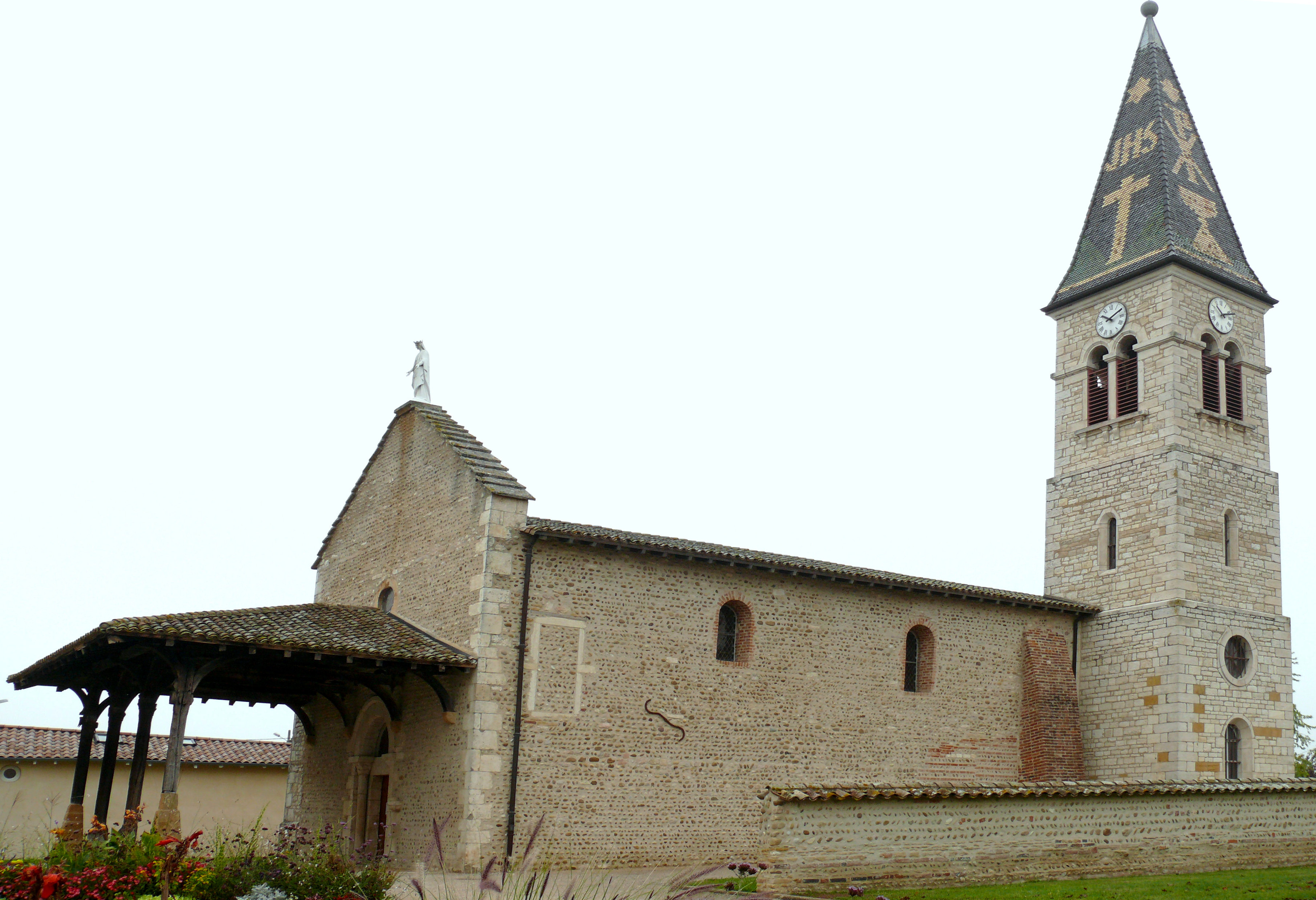
Церковь Св. Лаврентия
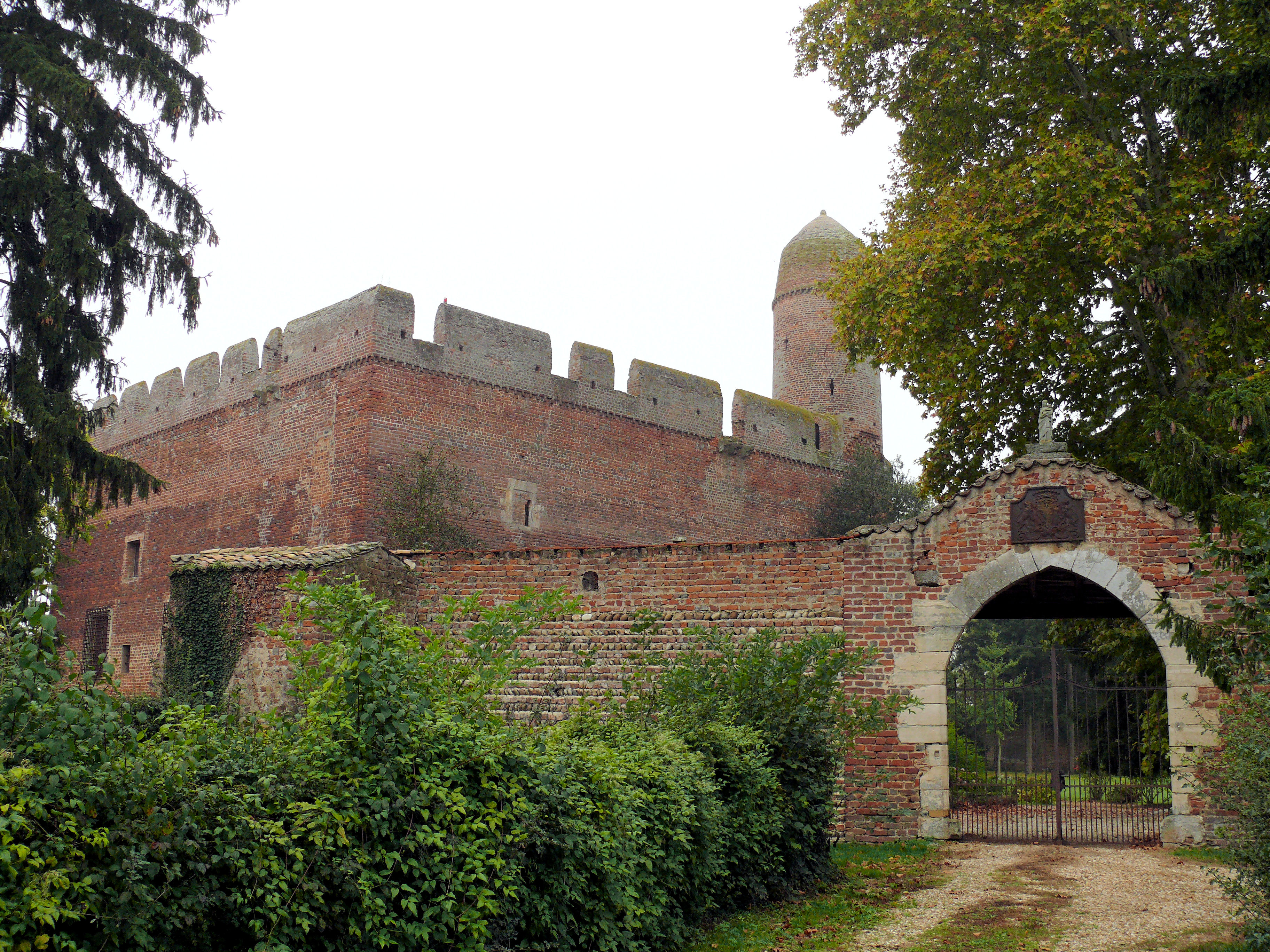
Замок Жюи
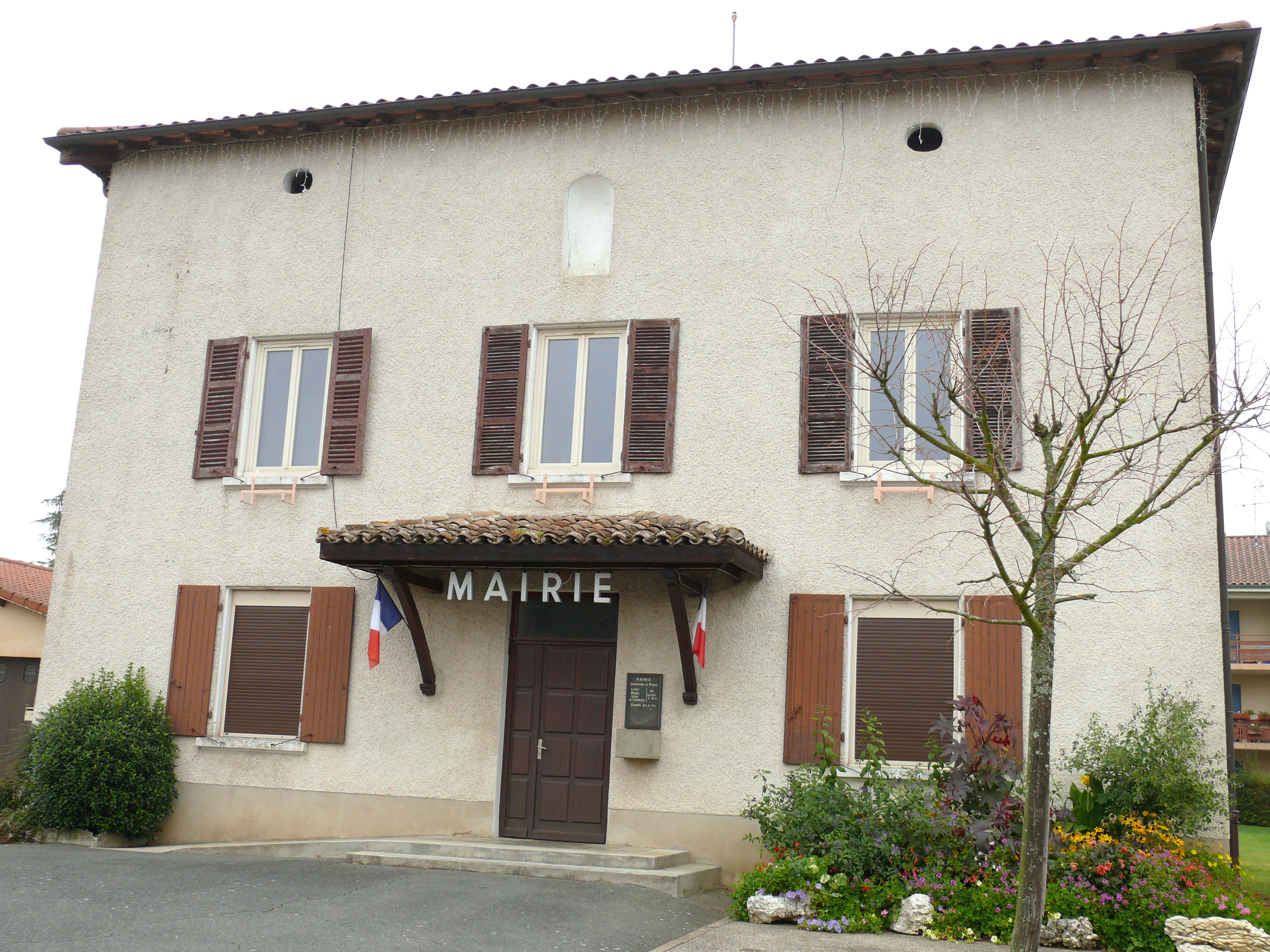
Мэрия
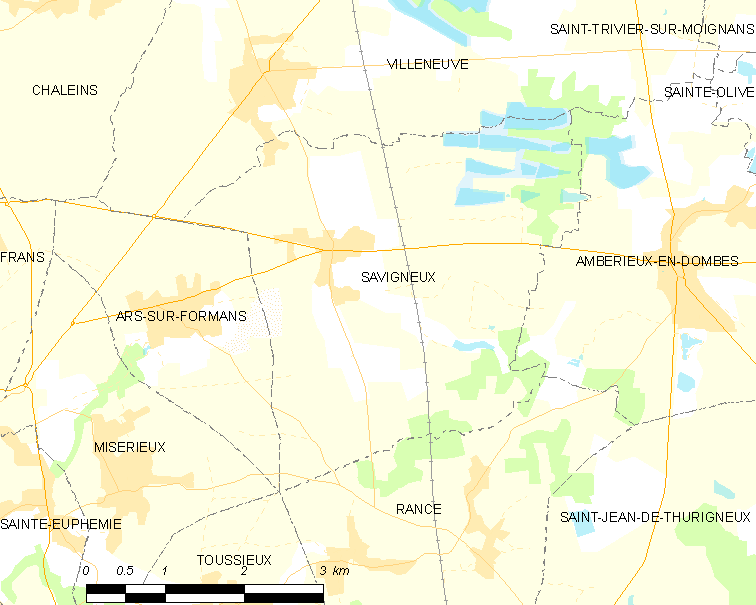
Карта коммуны